# Juan Sánchez de Muniáin
Juan Luis Sánchez de Muniáin Lacasia (Pamplona, 1966) es un político navarro. Licenciado en Derecho por la Universidad de Navarra, ejerció como abogado entre 1993 y 2001. Actualmente, es el vicepresidente segundo del Parlamento de Navarra.
En su paso por la política, fue presidente de las Juventudes Navarras de 1994 a 1997 , concejal del Ayuntamiento de Pamplona entre 1995 y 2011, puesto que compaginó muchos años con la vicepresidencia de la Mancomunidad de la Comarca de Pamplona que ocupó de 1999 a 2011.
Fue portavoz del Gobierno de Navarra, así como consejero de Cultura, Turismo y Relaciones Institucionales desde 2011 hasta 2015.